# East End of London

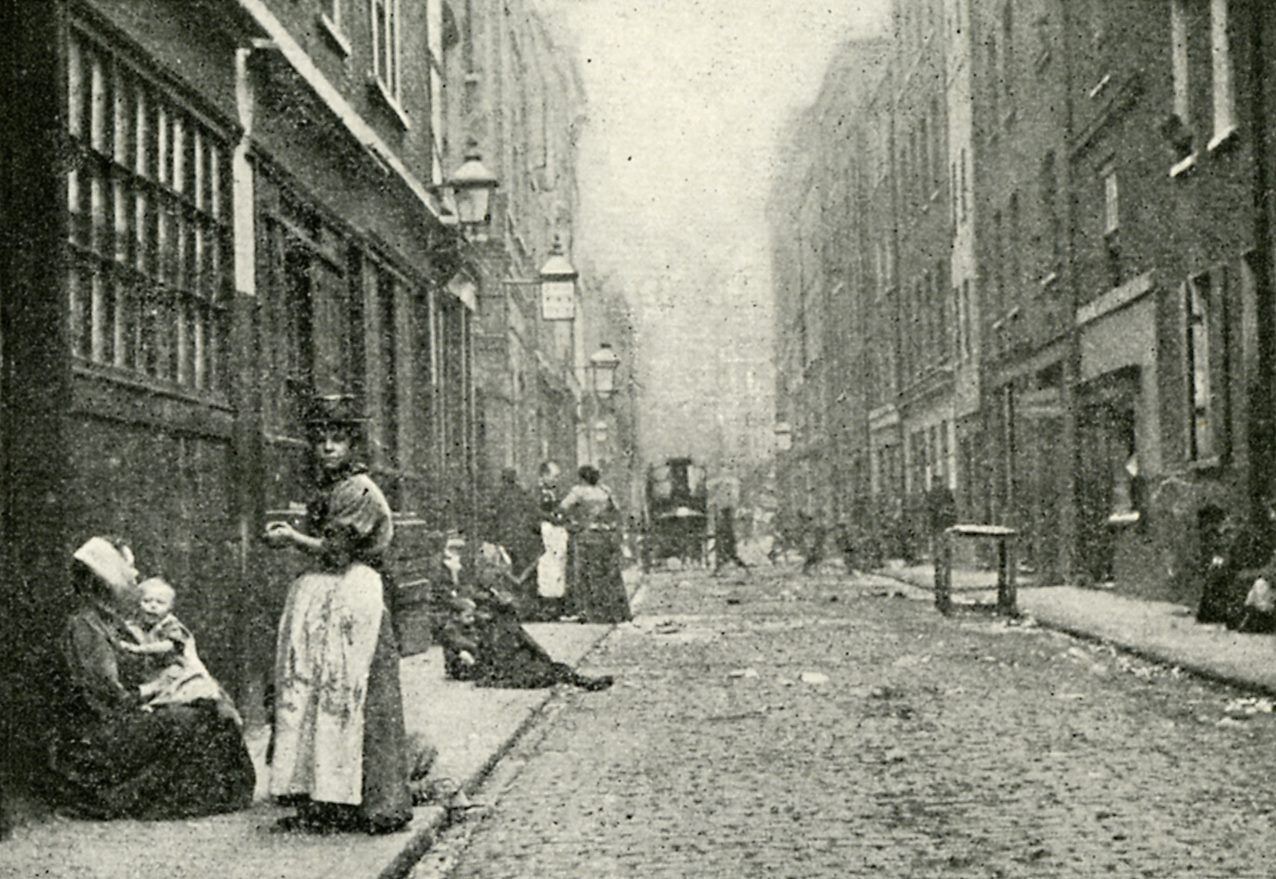
Dorset Street, Spitalfields. A fénykép 1902-ben Jack London The Abyss emberei című könyvéhez készült

East End of London, melyet Londonban gyakran csak East Endnek neveznek, a történelmi magja a szélesebb Kelet-Londonnak, keletre fekszik London városának a római és középkori falaitól és északra a Temze folyótól. Nincs egyetemesen elfogadott északi és keleti határ, bár a Lea folyót néha keleti határnak tekintik. Ennek részeit úgy lehet tekinteni, mint amelyek London központjában fekszenek (bár ennek a kifejezésnek sincs pontos meghatározása). Az „East of Aldgate Pump” kifejezést gyakran használják a terület szinonimájaként. 
Az East Endről mint önálló egységről szóló első ismert írásbeli dokumentum John Strype által 1720-ban megjelent Survey of Londonból származik, amely Londont négy részből álló városként értelmezi: London City, Westminster, Southwark és „A Toweren túli rész”. Strype utalása a Towerre nem csak földrajzi jelentőséggel bír. Az East End a Tower Division nevű közigazgatási terület urbanizált része volt, amely katonai szolgálatot vállalt a Londoni Towernek az ősidők óta. Később, ahogy London tovább növekedett, a teljesen urbanizált Tower Division kulcsszóvá vált a szélesebb Kelet-London számára, mielőtt Kelet-London még tovább nőtt a Lea folyótól keletre és Essexbe. 
A terület hírhedt volt a mélyszegénységről, a túlzsúfoltságról és a kapcsolódó társadalmi problémákról. Ez vezetett East End intenzív politikai aktivizmusának és az ország néhány legbefolyásosabb társadalmi reformjához fűződő kapcsolatának történetéhez. Az East End történelmének másik fő témája mind a kifelé, mind a befelé irányuló migráció. A térség erősen vonzotta a vidéki szegényeket Anglia más részeiről és a távolabbról érkező migrációs hullámokat, nevezetesen a hugenotta menekülteket. 
Az utolsó East End dokk bezárása a londoni kikötőben 1980-ban további kihívásokat jelentett és újjáépítési kísérletekhez vezetett, valamint a London Docklands Development Corporation megalakulásához. A Canary Wharf fejlesztése javította az infrastruktúrát, és az Olimpiai Park azt jelenti, hogy az East End további változásokon megy keresztül, ám egyes részein továbbra is fennáll a legnagyobb szegénység Nagy-Britanniában.

## Bizonytalan határok

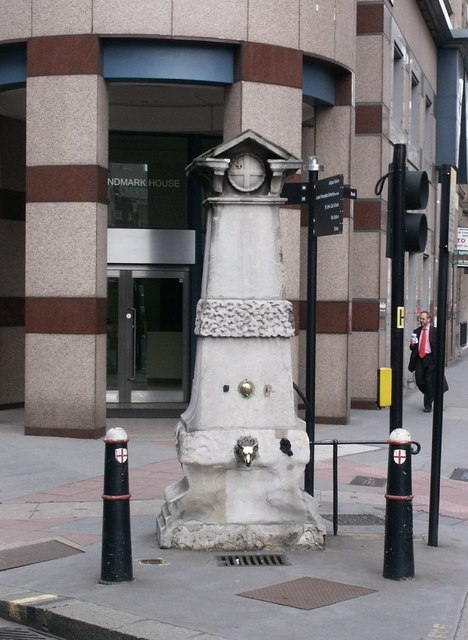
Aldgate Pump: az East End szimbolikus kezdete

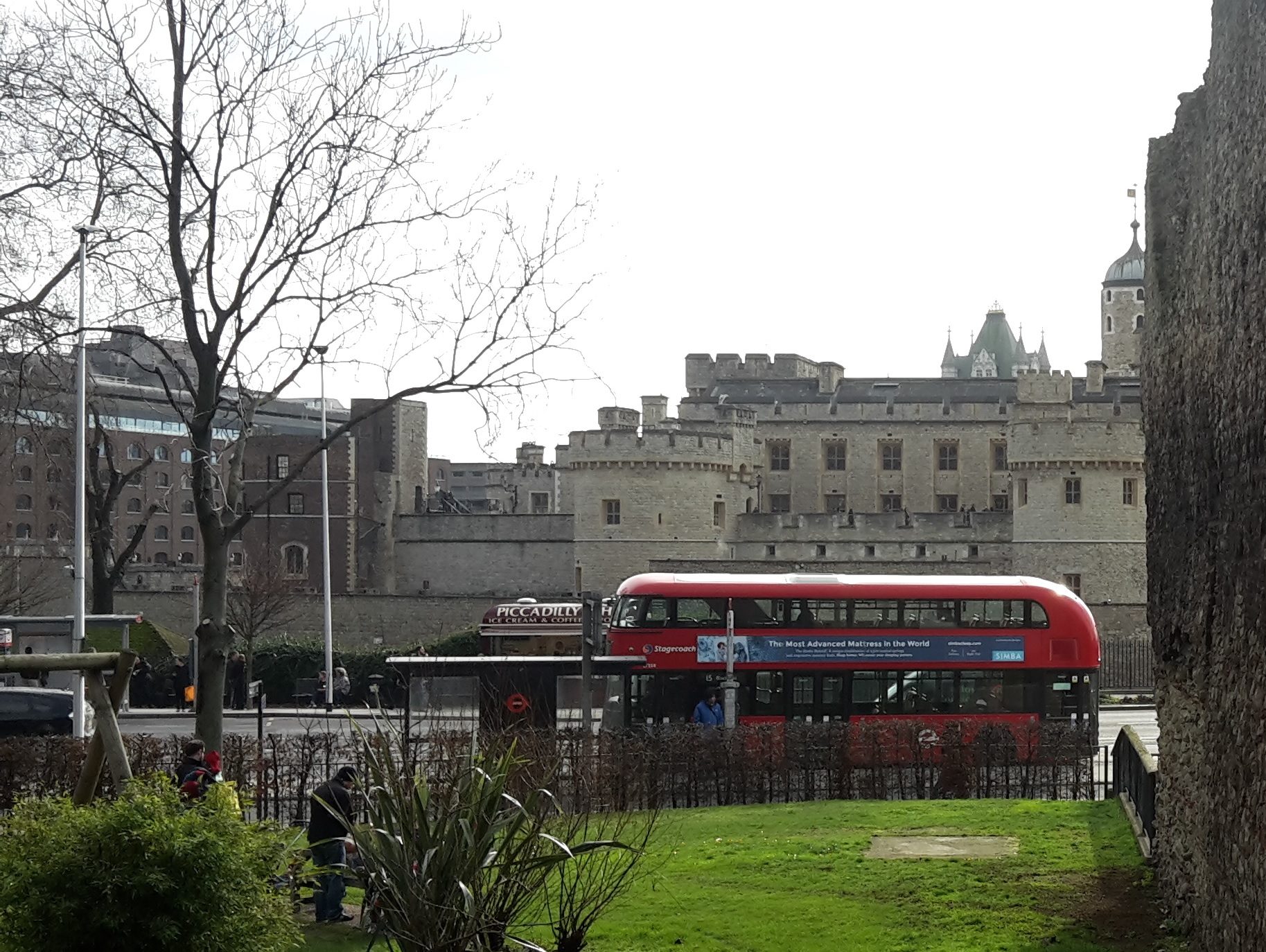
London fal, a Londoni Tower és a Tower Bridge, az East End belső határai. Közvetlenül keletre (balra) fekszik a Szent Katharine dokk és 6 és fél mérföldnyire a korábbi Docklands.

East End keletre fekszik London város római és középkori falaitól és északra a Temze folyótól. A város szélén lévő Aldgate Pumpot East End szimbolikus kezdetének tekintik. 
Ezen referenciapontokon túl a East Endnek nincs hivatalos vagy általánosan elfogadott határa; a vélemények eltérnek attól, hogy a szélesebb Kelet-London mennyiben fekszik benne. 

## Fordítás
- Ez a szócikk részben vagy egészben  az   East End of London című angol Wikipédia-szócikk ezen változatának fordításán alapul.  Az eredeti cikk szerkesztőit annak laptörténete sorolja fel. Ez a jelzés csupán a megfogalmazás eredetét és a szerzői jogokat jelzi, nem szolgál a cikkben szereplő információk forrásmegjelöléseként.